# Proprietar media
Un proprietar de mass-media, un mogul de presă sau un magnat media se referă la un întreprinzător sau un om de afaceri de succes care controlează, prin proprietatea personală sau printr-o poziție dominantă în orice companie sau întreprindere media, consumate de un număr mare de indivizi. Cei cu un control semnificativ, proprietatea și influența unei mari companii în mass-media pot fi, de asemenea, numiți magnați, baroni sau magnați de afaceri. Creatorii și fondatorii de media socială pot fi, de asemenea, considerați moguli mediatici, deoarece astfel de canale furnizează mass-media unei mari baze de consum.

## Proprietari media notabili
- Marcus Agius (BBC)
- Max Aitken, Baron Beaverbrook
- Sally Aw
- Andrej Babiš
- Zdeněk Bakala
- Jaume Roures (Mediapro)
- David and Frederick Barclay
- Silvio Berlusconi
- Jeff Bezos
- Conrad Black
- Michael Bloomberg
- Lukas Bonnier
- Subhash Chandra
- Gustavo Cisneros
- Victor Civita
- Sean Combs
- Richard Desmond
- Hans Dichand
- Walt Disney
- Aydın Doğan
- Steve Forbes
- Octávio Frias
- Lew Grade
- Harold Harmsworth, 1st Viscount Rothermere
- Alfred Harmsworth, 1st Viscount Northcliffe
- William Randolph Hearst
- Robert Hersant
- Alfred Hugenberg
- Sir Edward Hulton, 1st Baronet
- Jean-Luc and Arnaud Lagardère
- Roberto Marinho
- Robert Maxwell
- Hary Tanoesoedibjo
- Vince McMahon
- John de Mol Jr.
- Javier Moll
- Sun Myung Moon
- Keith Murdoch
- Rupert Murdoch
- Chairul Tanjung
- Samuel Newhouse
- Roberto Noble
- Denis O'Brien
- Tony O'Reilly
- Kerry Packer
- David Portnoy
- Shahrzad Rafati
- Mir Shakil ur Rehman
- Matsutaro Shoriki
- Haim Saban
- Silvio Santos
- Manmohan Shetty
- Axel Springer
- Al-Waleed bin Talal
- David Thomson
- Roy Thomson, primul baron Thomson al Flotei
- Ted Turner
- Tsuneo Watanabe
- Jan Wejchert
- Oprah Winfrey
- Mark Zuckerberg